# Claudia Mannino
Claudia Mannino (Carini, 26 agosto 1978) è una politica italiana, deputata alla Camera nella XVII legislatura della Repubblica Italiana eletta e poi espulsa dal Movimento 5 Stelle.

## Biografia
Nasce il 26 agosto 1978 a Carini, in provincia di Palermo, ma residente a Capaci dal 2006, consegue la maturità scientifica presso il liceo Ugo Mursia di Carini nel 1997 con valutazione 45/60, e successivamente si laurea in architettura a marzo 2005 con voto 110/110 e lode grazie alla tesi di laurea dal titolo "Architettura del vino/Architettura della cava".
Negli anni successivi collabora con vari studi di architettura e consegue un master in "Economia e Gestione dell'innovazione nelle PMI" presso la Facoltà di Economia e Commercio di Palermo.

## Attività politica

### Gli inizi
Ad ottobre 2010 aderisce al Movimento 5 Stelle (M5S) di Palermo, avvicinata al tema della raccolta differenziata, avviando nel giugno 2012 avvia i meetup di Carini e Capaci e Isola delle Femmine.
Ale elezioni amministrative del 6-7 maggio 2012 si candida come consigliere comunale a Palermo, tra le liste del M5S a sostegno del candidato sindaco Riccardo Nuti, ma non viene eletta a causa del mancato superamento della soglia di sbarramento.

### Elezione a deputata
Alle elezioni politiche del 2013 viene candidata alla Camera dei deputati, venendo eletta deputata tra le liste del Movimento 5 Stelle nella circoscrizione Sicilia 1. Il 21 marzo 2013 diventa segretario dell'ufficio di presidenza della Camera dei deputati e dal 17 luglio 2013 fa parte del "Comitato per la comunicazione e l'informazione esterna" su indicazione della Presidente della Camera dei Deputati e fa parte della VIII Commissione permanente della Camera dei Deputati (Ambiente, territorio e lavori pubblici).
Ha fatto approvare diverse norme in materia di edilizia ed appalti ed ha depositato diversi atti ispettivi su diversi tematiche: ambiente, Demanio Marittimo, aree SIC e ZPS, SIN, commissariamenti, ecc.
A ottobre 2016, in un'inchiesta della trasmissione "le Iene", viene indicata tra i responsabili della presunta copia di alcune delle firme consegnate a sostegno della lista alle amministrative del 2012, le quali sarebbero state copiate dopo che i candidati si sarebbero accorti che i moduli utilizzati per raccoglierle contenevano un errore che li avrebbe resi nulli; in relazione a tali accuse Mannino ha sporto querela per diffamazione.
Il 29 novembre 2016 il collegio dei probiviri dispone la sua "sospensione cautelare dal Movimento 5 Stelle". Il 14 aprile 2017 sul blog del Movimento, Beppe Grillo informa che "verrà chiesto ai probiviri di valutare nuove sanzioni oltre a quelle già applicate e all'assemblea dei parlamentari di procedere anche alla sospensione temporanea dal gruppo parlamentare".
A partire dal 20 aprile 2017 entra a far parte del Gruppo misto, senza essere iscritta ad alcuna componente politica.
Dal 1º maggio 2017 monitora il fenomeno degli incendi degli impianti a supporto della raccolta differenziata (http://www.claudiamannino.com/2018/05/03/la-mappa-degli-incendi/) integrata anche dai contributi raccolti a seguito dell'iscrizione alla Federazione dei Verdi nel 2018 http://verdi.it/rifiuti-345-incendi-da-maggio-2017-la-mappa-interattiva/ .

### Federazione dei Verdi
Alle elezioni politiche del 4 marzo 2018 viene candidata come capolista nel collegio di Palermo alla Camera per Italia Europa Insieme, lista elettorale d'ispirazione ulivista creata dai Verdi, dal Partito Socialista Italiano e dagli ex esponenti di Campo Progressista guidati da Giuliano Pisapia, ma che non risulta eletta.
Nel 2018 viene eletta al congresso della Federazione dei Verdi nell'esecutivo della federazione stessa, mantenendo l'incarico fino al 2020.

## Procedimenti giudiziari
A novembre 2016 viene indagata dalla procura di Palermo nell'ambito dell'inchiesta sulle firme false di M5S per le amministrative palermitane del 2012, insieme al marito (assolto).